# 굿뉴스투데이
굿뉴스투데이는 CBS 표준FM에서 월~토요일 오후 5시 5분부터 저녁 6시까지 방송했던 시사·교양 프로그램이다.
2005년 9월 5일에 첫방송을 시작해 2008년 5월 10일 방송을 마지막으로 3년만에 폐지되었다.

## 방송 시간
| 방송 채널  | 방송 기간                        | 방송 시간                       |
| ---------- | -------------------------------- | ------------------------------- |
| CBS 표준FM | 2005년 9월 5일 ~ 2008년 5월 10일 | 월~토요일 오후 5:05 ~ 저녁 6:00 |